# Carl Walz
Carl Erwin Walz (Cleveland, 6 de setembro de 1955) é um astronauta norte-americano, veterano de quatro missões espaciais.
Graduado em Física, Walz foi responsável pela análise de amostras radioativas no sistema de detecção de energia atômica na base da força aérea de MacLellan, na Califórnia, entre 1979 e 1982. Em 1983 fez o curso de engenheiro de teste de voo, na Escola de Piloto de Testes da Força Aérea, na Base Aérea de Edwards. Entre 1984 e 1987, serviu como engenheiro de voo da esquadrilha de caças F-16 de Edwards, trabalhando no desenvolvimento de programas tecnológicos destes aviões.

## NASA
Selecionado para o corpo de astronautas da NASA em 1990, Walz participou de quatro missões espaciais, três delas como especialista de missão e uma como engenheiro de voo. Junto com seu colega Daniel Bursch, ele é o atual recordista norte-americano em permanência contínua no espaço, um total de 196 dias, conquistado durante a Expedição 4 à ISS.
Foi pela primeira vez ao espaço em setembro de 1993 na missão STS-51 do ônibus espacial Discovery, uma missão de nove dias durante a qual ele perfez um total de sete horas em atividades extraveiculares para a colocação em órbita de dois satélites americanos. Em julho de 1994 participou da STS-65 Columbia, uma missão de experiências com o Spacelab, onde a tripulação realizou mais de oitenta experiências científicas.
Em setembro de 1996, fez parte da tripulação da missão STS-79 Atlantis, que acoplou com a estação espacial russa Mir e desembarcou comida, água, equipamento russo e experimentos norte-americanos, além da fazer a troca da tripulação da NASA na estação.
Sua última missão foi a mais longa de sua carreira espacial. Como integrante da Expedição 4, ele foi lançado em 5 de dezembro de 2001 na STS-108 Endeavour para seis meses e meio na ISS, junto com Bursch e o cosmonauta russo Yuri Onufrienko, comandante do grupo na estação. Nesta expedição, além do recorde de permanência contínua em órbita, ele realizou 11h52m de atividades extra-veiculares, usando o traje espacial russo Orlan, em duas sessões de caminhadas no espaço e voltou à Terra em junho de 2002, junto com a tripulação da missão STS-111 Endeavour.